# Magadino
Magadino a fost o comună din districtul Locarno, cantonul Ticino, Elveția. Magadino se afla în Depresiunea Magadino, în apropiere de vărsarea râului Ticino în Lago Maggiore.
Pe 25 aprilie 2010, fostele comune Caviano, Contone, Gerra Gambarogno, Indemini, Magadino, Piazzogna, San Nazzaro, Sant'Abbondio și Vira Gambarogno au fost unite în noua comună Gambarogno.

## Demografie
| An   | Populație |
| ---- | --------- |
| 1850 | 586       |
| 1880 | 901       |
| 1900 | 725       |
| 1950 | 821       |
| 1990 | 1,228     |
| 2000 | 1,449     |
| 2007 | 1,604     |

## Clima
| Date climatice pentru Magadino/Cadenazzo | Date climatice pentru Magadino/Cadenazzo | Date climatice pentru Magadino/Cadenazzo | Date climatice pentru Magadino/Cadenazzo | Date climatice pentru Magadino/Cadenazzo | Date climatice pentru Magadino/Cadenazzo | Date climatice pentru Magadino/Cadenazzo | Date climatice pentru Magadino/Cadenazzo | Date climatice pentru Magadino/Cadenazzo | Date climatice pentru Magadino/Cadenazzo | Date climatice pentru Magadino/Cadenazzo | Date climatice pentru Magadino/Cadenazzo | Date climatice pentru Magadino/Cadenazzo | Date climatice pentru Magadino/Cadenazzo |
| Luna                                     | Ian                                      | Feb                                      | Mar                                      | Apr                                      | Mai                                      | Iun                                      | Iul                                      | Aug                                      | Sep                                      | Oct                                      | Nov                                      | Dec                                      | Anual                                    |
| ---------------------------------------- | ---------------------------------------- | ---------------------------------------- | ---------------------------------------- | ---------------------------------------- | ---------------------------------------- | ---------------------------------------- | ---------------------------------------- | ---------------------------------------- | ---------------------------------------- | ---------------------------------------- | ---------------------------------------- | ---------------------------------------- | ---------------------------------------- |
| Maxima medie °C (°F)                     | 6.1 (43)                                 | 8.6 (47,5)                               | 13.8 (56,8)                              | 16.9 (62,4)                              | 21.2 (70,2)                              | 25.1 (77,2)                              | 27.6 (81,7)                              | 26.7 (80,1)                              | 22.2 (72)                                | 16.7 (62,1)                              | 10.8 (51,4)                              | 6.5 (43,7)                               | 16,9 (62,4)                              |
| Media zilnică °C (°F)                    | 0.9 (33,6)                               | 3.0 (37,4)                               | 7.9 (46,2)                               | 11.5 (52,7)                              | 15.7 (60,3)                              | 19.5 (67,1)                              | 21.7 (71,1)                              | 20.8 (69,4)                              | 16.7 (62,1)                              | 11.6 (52,9)                              | 5.8 (42,4)                               | 1.7 (35,1)                               | 11,4 (52,5)                              |
| Minima medie °C (°F)                     | −3.4 (25,9)                              | −2 (28,4)                                | 1.7 (35,1)                               | 5.5 (41,9)                               | 10.4 (50,7)                              | 13.8 (56,8)                              | 15.8 (60,4)                              | 15.3 (59,5)                              | 11.6 (52,9)                              | 7.0 (44,6)                               | 1.4 (34,5)                               | −2.5 (27,5)                              | 6,2 (43,2)                               |
| Precipitații mm (inches)                 | 70 (2.76)                                | 59 (2.32)                                | 91 (3.58)                                | 188 (7.4)                                | 227 (8.94)                               | 186 (7.32)                               | 164 (6.46)                               | 178 (7.01)                               | 220 (8.66)                               | 186 (7.32)                               | 173 (6.81)                               | 89 (3.5)                                 | 1.832 (72,13)                            |
| Zăpadă cm (inches)                       | 14.0 (5.51)                              | 3.9 (1.54)                               | 0.9 (0.35)                               | 0.0 (0)                                  | 0.0 (0)                                  | 0.0 (0)                                  | 0.0 (0)                                  | 0.0 (0)                                  | 0.0 (0)                                  | 0.0 (0)                                  | 0.2 (0.08)                               | 11.1 (4.37)                              | 30,1 (11,85)                             |
| Umiditate [%]                            | 76                                       | 70                                       | 62                                       | 66                                       | 70                                       | 69                                       | 69                                       | 72                                       | 76                                       | 81                                       | 78                                       | 78                                       | 72                                       |
| Nr. de zile cu precipitații (≥ 1.0 cm)   | 4.7                                      | 4.3                                      | 6.1                                      | 10.2                                     | 12.6                                     | 10.2                                     | 8.6                                      | 9.7                                      | 8.4                                      | 9.4                                      | 8.0                                      | 6.4                                      | 98,6                                     |
| Nr. mediu de zile cu ninsoare (≥ 1.0 cm) | 1.3                                      | 1.0                                      | 0.3                                      | 0.0                                      | 0.0                                      | 0.0                                      | 0.0                                      | 0.0                                      | 0.0                                      | 0.0                                      | 0.1                                      | 1.2                                      | 3,9                                      |
| Ore însorite                             | 128                                      | 139                                      | 186                                      | 179                                      | 191                                      | 228                                      | 261                                      | 243                                      | 189                                      | 143                                      | 111                                      | 104                                      | 2.102                                    |
| Sursă: MeteoSwiss                        |                                          |                                          |                                          |                                          |                                          |                                          |                                          |                                          |                                          |                                          |                                          |                                          |                                          |